# 수전 워드
수전 워드(Susan Ward, 1976년 4월 15일 ~ )는 미국의 배우이다.

## 출연 작품
- 코스타리칸 썸머 (2010)
- 오더 오브 카오스 (2010)
- 잭 헌터 (2008)
- Toxic (2008)
- 후즈 유어 캐디? (2007)
- 크루얼 월드 (2005)
- 저스트 프렌드 (2005)
- 와일드 씽 2 (2004)
- 엘라 인챈티드 (2004)
- 내겐 너무 가벼운 그녀 (2001)
- 인 크라우드 (2000)
- 야성녀 아이비 3 (1997)

### 텔레비전
- 프렌즈 (2002)
- 메이크 잇 오어 브레이크 잇 (2009-11)